# Плав'є
Плав'є (словен. Plavje) — поселення в общині Копер, Регіон Обално-крашка, Словенія. Висота над рівнем моря: 84,7 м.